# Auferstehungskirche (Bad Oeynhausen)

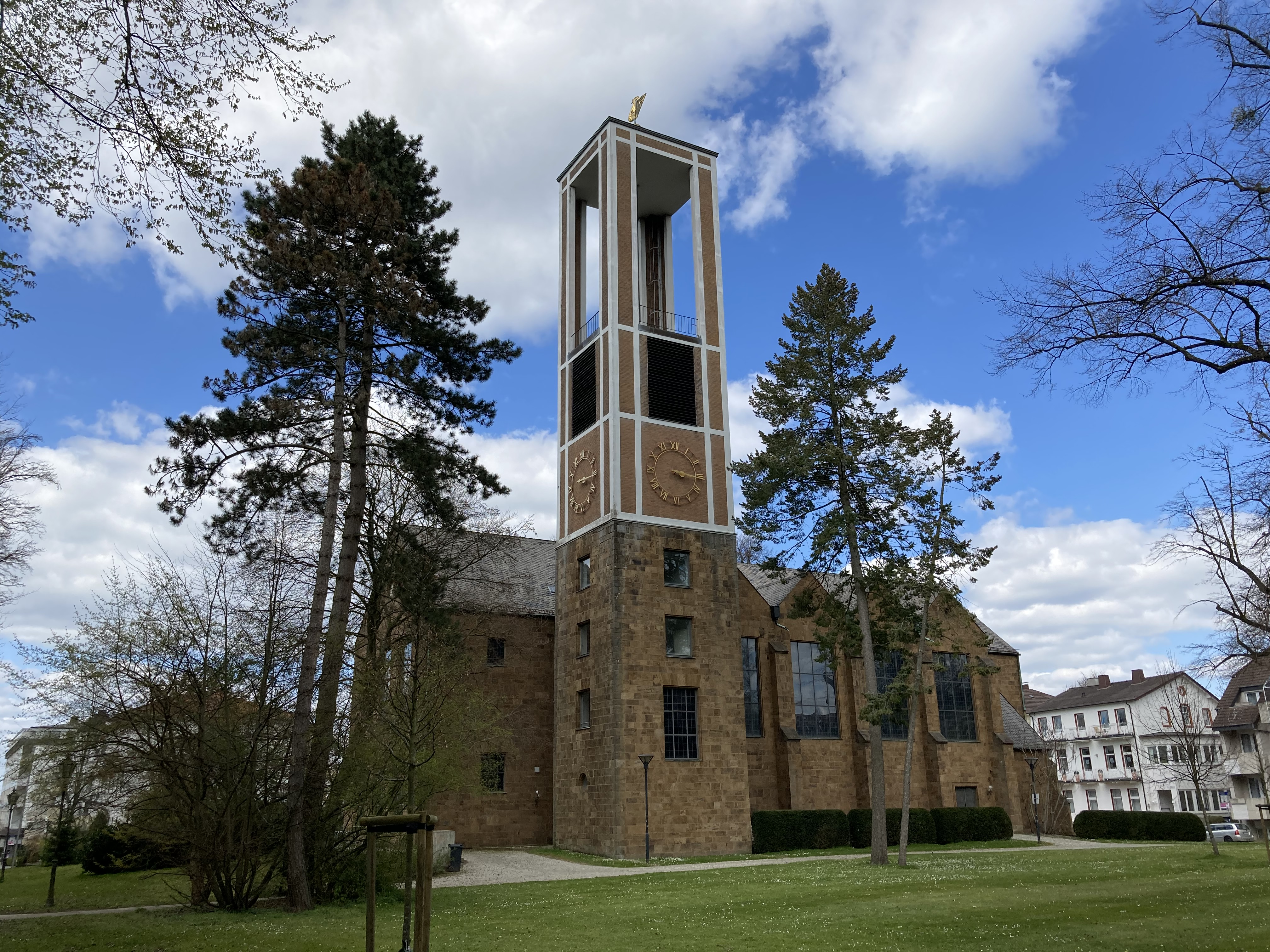
Auferstehungskirche

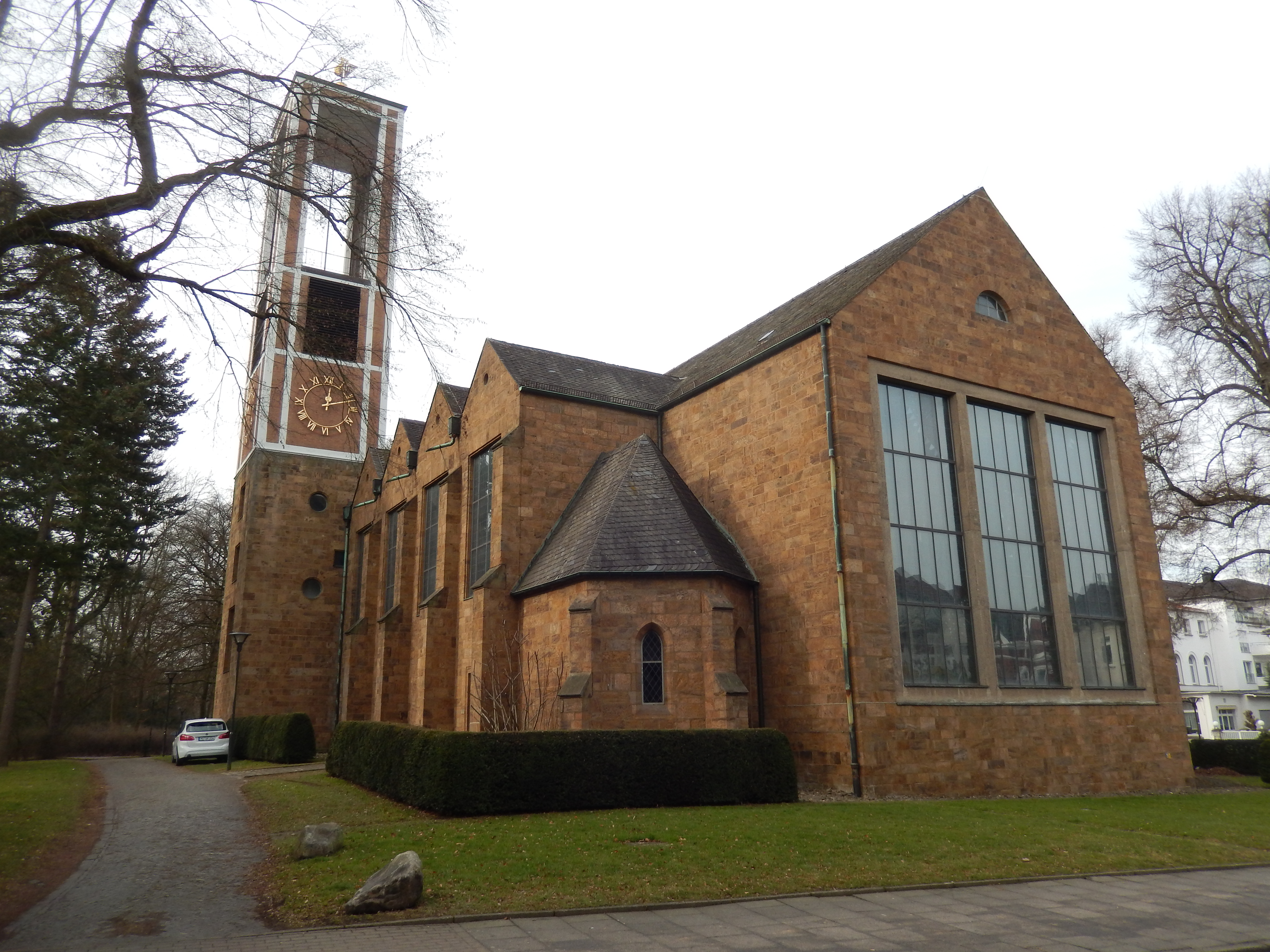
Auferstehungskirche, Ostseite

Die Auferstehungskirche im Stadtteil Bad Oeynhausen (Stadtzentrum) der Stadt Bad Oeynhausen ist die Gemeindekirche der Evangelischen Kirchengemeinde Bad Oeynhausen-Altstadt, die dem Kirchenkreis Vlotho der Evangelischen Kirche von Westfalen angehört.

## Geschichte
Nach der Gründung der Stadt Bad Oeynhausen wurde dort 1867 eine Kirchengemeinde eingerichtet. Zuvor hatte das Gebiet zur Laurentiuskirche in Rehme gehört. 1872 begann der Bau der ursprünglichen, neugotischen Auferstehungskirche, 1879 wurde sie geweiht. 1907 wurde die Kirche erweitert.
Von 1915 bis 1949 war Karl Koch als zweiter Pfarrer der Altstadtgemeinde tätig, zeitweise war Hans Thimme dort sein Mitarbeiter. Ab 1927 war Koch zusätzlich Superintendent des Kirchenkreises Vlotho. In dieser Zeit fanden mehrere Versammlungen der Bekennenden Kirche in der Auferstehungskirche statt, unter anderem 1936 die vierte und letzte Bekenntnissynode auf Reichsebene.
Nach dem Zweiten Weltkrieg wurde Bad Oeynhausen zum Sitz der Militärregierung für die Britische Besatzungszone und Hauptquartier der Britischen Rheinarmee. Weite Teile der Innenstadt wurden beschlagnahmt, evakuiert und zum Sperrgebiet erklärt, wovon auch Kirche und Gemeindehäuser betroffen waren. In dieser Phase wurde die Auferstehungskirche im Februar 1947 durch einen Brand zerstört.
Nach einigen Jahren in einer Notkirche beschloss die Gemeinde 1952 den Wiederaufbau der Auferstehungskirche. Das von Diez Brandi neu gestaltete Kirchengebäude wurde ab 1953 gebaut und 1956 eingeweiht. Die Notkirche fand 1969 als Kreuzkirche in Vlotho-Wehrendorf eine neue Verwendung.

## Ausstattung
Die Kirchenausstattung stammt überwiegend aus der Zeit des Wiederaufbaus, den 1950er Jahren. Kruzifix, Taufstein und Altarleuchter wurden von Gerhard Marcks angefertigt, die Kanzel von Arnold Rickert. Das Chorfenster hinter dem Altar wurde von Hans Gottfried von Stockhausen gestaltet. Die Orgel aus dem Jahr 1956 mit 42 Registern auf drei Manualen und Pedal stammt von Paul Ott.